# أوسكار ألبرتو أورتيز
أوسكار ألبرتو أورتيز (بالإسبانية: Oscar Alberto Ortiz) مواليد 8 أبريل 1953 في الأرجنتين، هو لاعب كرة قدم أرجنتيني دولي سابق كان يلعب كلاعب وسط. اعتزل اللعب عام 1983. سبق له أن لعب في كأس العالم لكرة القدم مع منتخب بلاده. بدأ مسيرته الرياضية عام 1971.

## المسيرة الاحترافية

### أندية لعب لها
- نادي سان لورينزو
- غريميو بورتو أليغرينزي
- ريفر بليت (الأرجنتين)
- هوراكان
- إنديبندينتي

## روابط خارجية
- أوسكار ألبرتو أورتيز على موقع الاتحاد الدولي (مؤرشف)  (الإنجليزية)
- أوسكار ألبرتو أورتيز على موقع قاعدة بيانات كرة القدم.إي يو (الإنجليزية)
- أوسكار ألبرتو أورتيز على موقع ناشيونال فوتبول تيمز (الإنجليزية)
- أوسكار ألبرتو أورتيز على موقع عالم كرة القدم.نت (الإنجليزية)